# Afrikaspiele 2003
Die VIII. Afrikaspiele 2003 (französisch VIIIes Jeux africains de 2003, englisch 8th All-Africa Games 2003), bis 2012 auch Panafrikanische Spiele genannt, fanden vom 5. bis 17. Oktober 2003 in Abuja, der Hauptstadt von Nigeria statt.
In 22 verschiedenen Sportarten wurden in 338 Entscheidungen Gold-, Silber- und Bronzemedaillen vergeben.

## Sportarten

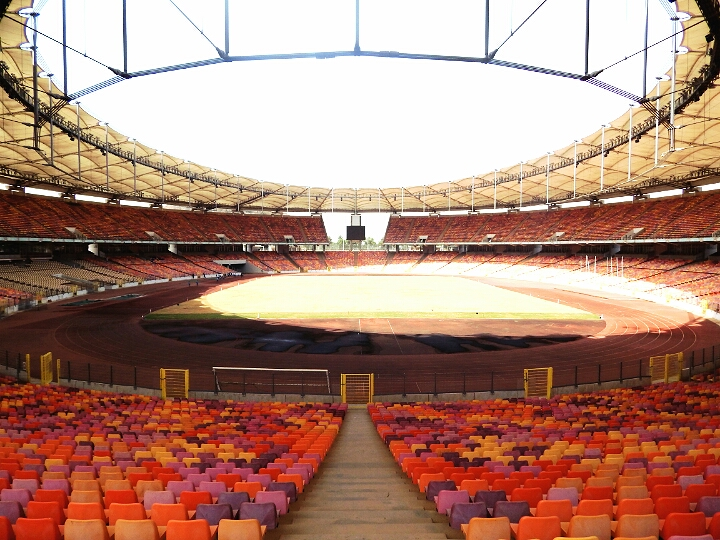
Das Nationalstadion Abuja

Bei den 8. Afrikaspielen in Abuja fanden Wettkämpfe in 22 Sportarten statt. Extra auf die Spiele hin wurde mit dem Nationalstadion Abuja ein neues Stadion mit einer Kapazität von 60.000 Zuschauern gebaut und am 8. April 2003 eingeweiht. Im Stadion wurden die Leichtathletikwettkämpfe sowie das Eröffnungs- und Finalspiel der Fußballturniere ausgetragen wurden.
| Liste der Sportarten bei den Afrikaspielen 2003 | Liste der Sportarten bei den Afrikaspielen 2003                                      |
| Sportart                                        | Austragungsort                                                                       |
| ----------------------------------------------- | ------------------------------------------------------------------------------------ |
| Badminton                                       | Ladi Kwali Hall, Sheraton Hotel                                                      |
| Baseball                                        | Old Parade Ground                                                                    |
| Basketball                                      | Scorpion Sports Hall, Guards Brigade                                                 |
| Boxen                                           | International Conference Center                                                      |
| Feldhockey                                      | Hockey National Stadium, Trainingsfeld                                               |
| Fußball                                         | Eröffnungs- und Endspiel im Nationalstadion Abuja, übrige Spiele in anderen Stadien. |
| Gewichtheben                                    | National Centre for Women's Development                                              |
| Handball                                        | Main Gymnasium (ASC)                                                                 |
| Judo                                            | Main Gymnasium (ASC)                                                                 |
| Karate                                          | Main Gymnasium (ASC)                                                                 |
| Leichtathletik                                  | Nationalstadion Abuja                                                                |
| Radrennen                                       | Straße                                                                               |
| Ringen                                          | Ladi Kwali Hall, Sheraton Hotel                                                      |
| Schach                                          | Agura Hotel                                                                          |
| Schwimmen                                       | Main Swimming Pool                                                                   |
| Softball                                        | Old Parade Ground                                                                    |
| Squash                                          | Racket Squash Courts (ASC), Yakubu Gowon Barracks                                    |
| Taekwondo                                       | Gymnasium (ASC)                                                                      |
| Tischtennis                                     | Congress Hall, Hilton                                                                |
| Turnen                                          | Main Gymnasium (ASC)                                                                 |
| Volleyball                                      | Main Sports Hall (ASC)                                                               |
| Spezielle Sportarten                            |                                                                                      |

## Resultate

### Badminton
| Wettbewerb      | Gold                                     | Silber                               | Bronze                                  |
| --------------- | ---------------------------------------- | ------------------------------------ | --------------------------------------- |
| Einzel (Männer) | Edicha Ocholi                            | Ola Fagbemi                          | Stephan Beeharry                        |
| Einzel (Männer) | Edicha Ocholi                            | Ola Fagbemi                          | Dotun Akinsanya                         |
| Einzel (Frauen) | Grace Daniel                             | Michelle Edwards                     | Juliette Ah-Wan                         |
| Einzel (Frauen) | Grace Daniel                             | Michelle Edwards                     | Chantal Botts                           |
| Doppel (Männer) | Greg Orobosa Okuonghae und Ibrahim Adamu | Abimbola Odejoke und Dotun Akinsanya | Stephan Beeharry und Édouard Clarisse   |
| Doppel (Männer) | Greg Orobosa Okuonghae und Ibrahim Adamu | Abimbola Odejoke und Dotun Akinsanya | Johan Kleingeld und Chris Dednam        |
| Doppel (Frauen) | Michelle Edwards und Chantal Botts       | Grace Daniel und Susan Ideh          | Juliette Ah-Wan und Shirley Etienne     |
| Doppel (Frauen) | Michelle Edwards und Chantal Botts       | Grace Daniel und Susan Ideh          | Marika Daubern und Antoinette Uys       |
| Doppel (Mixed)  | Chris Dednam und Antoinette Uys          | Stewart Carson und Michelle Edwards  | Greg Orobosa Okuonghae und Grace Daniel |
| Doppel (Mixed)  | Chris Dednam und Antoinette Uys          | Stewart Carson und Michelle Edwards  | Abimbola Odejoke und Susan Ideh         |
| Teams           | Südafrika                                | Nigeria                              | Seychellen                              |
| Teams           | Südafrika                                | Nigeria                              | Mauritius                               |

### Baseball
| Wettbewerb | Gold      | Silber  | Bronze   |
| ---------- | --------- | ------- | -------- |
| Herren     | Südafrika | Nigeria | Simbabwe |

### Basketball
| Wettbewerb | Gold | Silber | Bronze |
| ---------- | --- | --- | --- |
| Männer     | Angola Abdel Bouckar Afonso Silva Eduardo Mingas Gerson Monteiro Helder Domingos Idelfonso Kiteculo José Nascimento Milton Barros Olímpio Cipriano Simão Panzo Victor Muzadi Walter Costa Coach: Jaime Covilhã | Senegal Abdoulaye Sow Alpha Traore Arfang S. Ueye Charles Dieng El Hadji Diakhat El Kabir Pene Elyse G. Voissy Makha Konate M. Massaer M. Gning Samba Fall Serigne Saliou Fall Souleymane Sall Coach: | Nigeria Adamy Musa Adeshola Alayande Alonna Ejike Bemoite Suobo Godwin Unegbe John Allagh Mohammed Abdulrahman Mustapha Abdulsalam Odaudu Ogoh Priwit Gagara Synesius Boniface Vicent Okotie Coach: |
| Frauen     | Nigeria Aisha Mohammed Alaba Rafiu Bola Solaja Ezinne James Funmilayo Ojelabi Juliana Negedu Mactabene Amachree Mary Chinweokwu Mfon Udoka Nguveren Ivorhe Patricia Chukwuma Shola Ogunade Coach:              | Demokratische Republik Kongo Ana Jkano Kitoko Mboma Koko Mbudi Mangole Awaka Mangongo Boboli Mireille Tangama Musau Kalundu Mwadi Mabika Ohandjo Odimba Pauline Nsimbo Rosada Ilda Coach:             | Senegal Anta Sy Aminara Diop Aminata N. Diop Awa Gueye Coumba Cisse Fatou Balayara Fama Fall Khadiata Diop Khady Dieje Adama Diakhate Jeanne Senghor Salimata Diatta Coach:                         |

### Boxen
| Wettbewerb                     | Gold               | Silber             | Bronze                                |
| ------------------------------ | ------------------ | ------------------ | ------------------------------------- |
| Halbfliegengewicht (bis 48 kg) | Suleiman Bilali    | Endalkachew Kebede | Joseph Jermia Jolly Katongole         |
| Fliegengewicht (bis 51 kg)     | Walid Cherif       | Paulus Ambunda     | Mebarek Soltani Adebellahim Mohamed   |
| Bantamgewicht (bis 54 kg)      | Malik Bouziane     | Nestor Bolum       | Lankwe Wilson David Munyasia          |
| Federgewicht (bis 57 kg)       | Hadj Belkheir      | Muideen Ganiyu     | Ayman Mohamed Daniel Tadele           |
| Leichtgewicht (bis 60 kg)      | Ahmed Sadiq        | Bongani Mahlangu   | Perel Rivan Esayas Getaneh            |
| Halbweltergewicht (bis 64 kg)  | Davidson Emenogu   | Nasreddine Filali  | Davis Mwale Sadat Tebazaalwa          |
| Weltergewicht (bis 69 kg)      | Mohamed Hekal      | Zakaria Nefzi      | Benamar Meskine Ellis Chibuye         |
| Mittelgewicht (bis 75 kg)      | Ramadan Yasser     | Hassan Ndam Njikam | Daniel Shisia Kacel Nabil             |
| Halbschwergewicht (bis 81 kg)  | Ahmed Ismail       | Isaac Ekpo         | Abdelhani Kensi Sibiri Kabore         |
| Schwergewicht (bis 91 kg)      | Emmanuel Izonritei | Mohamed Elsayed    | Apostolos Eleftheriou Parfait Amougou |
| Superschwergewicht (+ 91 kg)   | Gbenga Oluokun     | Mohamed Aly        | Carlos Takam Gregorio Manuel          |

### Feldhockey
| Wettbewerb | Gold      | Silber    | Bronze |
| ---------- | --------- | --------- | ------ |
| Herren     | Ägypten   | Südafrika | Ghana  |
| Frauen     | Südafrika | Nigeria   | Ghana  |

### Fußball
Bei den Männer traten die U23-Nationalmannschaften zum Wettbewerb an.
| Wettbewerb | Gold    | Silber    | Bronze  |
| ---------- | ------- | --------- | ------- |
| Männer     | Kamerun | Nigeria   | Ghana   |
| Frauen     | Nigeria | Südafrika | Kamerun |

### Gewichtheben
Ein Teil der Wettbewerbe wurden ursprünglich nach der Durchführung annulliert, da weniger als fünf Nationen an der Entscheidung teilnahmen. Dazu gehörte unter anderem der 43 kg Powerlifting-Event der Frauen, bei dem ursprünglich Lucy Ejke mit einem neuen Weltrekord die Goldmedaille gewann. Die Medaillen wurden jedoch nach einem Protest von Nigeria wieder zurückgegeben, in der Tabelle werden jedoch die Resultate der offiziellen Webseite aufgeführt.
- Männer[16]

| Wettbewerb           | Gold               | Silber            | Bronze              |
| -------------------- | ------------------ | ----------------- | ------------------- |
| 56 kg                | Gbenga Olupenna    | Benami Nafei      | Daniel Koum Koum    |
| 62 kg                | Akwa Etineabasi    | Greg Berts        | Simon Ngamba        |
| Powerlifting 48 kg   | Ruel Ishaku        | Mondy Abd El Azim | Alidou Diamoutene   |
| Powerlifting 52 kg   | Osama El Sergawy   | Anthony Imbomoh   | Alexandre Ilboudou  |
| Powerlifting 56 kg   | Sadiq Animashaw    | Samson Okutto     | Ricardo Fitzpatrick |
| Powerlifting 60 kg   | Shaban Ibrahim     | Abdelsalam Gharsa | Idrissa Boureima    |
| Powerlifting 67,5 kg | Metwaly Mathna     | David Ebinola     | Abdou Wali Sambale  |
| Powerlifting 75 kg   | Elsayed Abd Elaal  | Okeychukwu Alfa   | Facourou Sisseko    |
| Powerlifting 90 kg   | Abdelmonem Farag   | Obioma Aligekwe   | Mostafa Hamed       |
| Powerlifting 100 kg  | Solomon Amarakuo   |                   |                     |
| Powerlifting +100 kg | Abdelrahim Busanan | Anthony Dike      | Nick Flemming       |

- Frauen[16]

| Wettbewerb         | Gold              | Silber            | Bronze                            |
| ------------------ | ----------------- | ----------------- | --------------------------------- |
| 48 kg              | Enga Said         | Joke Adekola      | Portia Vries Soumaya Fatnassi     |
| 53 kg              | Patience Lawal    | Mai Magdy         | Emen Nefzi                        |
| 58 kg              | Essmat Mansour    | Franca Gbodo      | Belghandi Wahiba Lobaba Benchebba |
| 63 kg              | Hayet Sassi       | Hebatalla Ebrahim | Anike Ayodeji                     |
| 69 kg              | Madeleine Yamechi | Janet Thelermont  | Nadia Bouhizeb Irene Ajambo       |
| Powerlifting 56 kg | Lucy Ejike        | Iyabo Ismaila     | Patience Igbiti                   |
| Powerlifting 82 kg | Heba Hassan       | Victoria Nneji    | Chituri Nwaozuzu                  |

### Handball
| Wettbewerb | Gold | Silber | Bronze |
| ---------- | --- | --- | --- |
| Männer     | Ägypten | Algerien Helal Samin Ghoumad Khaled Berriah Miloud Mimouni Mimoun Saidi Med Amine Boudrali Hichem Laggoune Smail Guiti Sid Ali Filah Belkacen Zendri Hamadi Rabahi Mohamed Bourenane Said Yahia Sid Ali Hamad Abderezak                                         | Nigeria Adamy Musa Segun Tunji Lawal Garba Enmmanuel David Danlami Garba John Oris Nicholas Ejiogu Mukatar Shehu Michael Ngor Michael Ayeni Martins Solomon Yola Aminu Kane Emeka Ejike Gebriel Ode John Onche                                     |
| Frauen     | Kamerun Marie Tagomo Evelyne Madjotah Pascaline Ntouoh Amina Celestine Nyetsok Perpetua Forsutt Emilienne Ady Dipoko Ursule Ngoh Mbah Carole Nanda Nicole Magne Anne Mande Marthe Eke Bissono Labelle Kun Nguidjdl Loveline Shuri Jacqueline Mossy Solle | Elfenbeinküste Genevieve Taho Justine Koffi Christiane Guede Elodie Bliva Rachelle Kuyo Candide Zazan Elleingana Etche Constance Dago Likane Toualy Kadiatou Douhou Chadon Yapi Genevieve Taho Guibanost Guibi Fatoumata Diomande Justine Koffi Eliane Koabenan | Angola Justina Praca Odeth Tavares Maria Pedro Filomena Trindade Elisa Webba Marcelina Kiala Irina Almeida Elzira Tavares Luisa Kiala Rosa Amaral Conceicão Francisco Teresa Joaquim Isabel Fernandes Bombo Calandula Nair Almeida Cilizia Tavares |

### Judo
- Männer[15]

| Wettbewerb       | Gold                | Silber               | Bronze                                |
| ---------------- | ------------------- | -------------------- | ------------------------------------- |
| 60 kg            | Omar Rebahi         | Jean-Claude Cameroun | Bulelani Makoba Makrem Ayed           |
| 66 kg            | Amar Meridja        | Amin El Hady         | Bokoko Ngbo Ngbo                      |
| 73 kg            | Nourredine Yagoubi  | Mariko Bourama       | Olivier Mondouho Etoga Bernard Mvondo |
| 81 kg            | Amar Benikhlef      | Aboumedan El Sayed   | Abdessalem Arous Yannick Lindjeck     |
| 90 kg            | Hesham Mesbah       | Skander Hachicha     | Majemite Omagbaluwaje Khaled Meddah   |
| 100 kg           | Bassel El Gharbawy  | Sami Belgroun        | Bara Ndiaye Frank Ewane Moussima      |
| über 100 kg      | Mohamed Bouaichaoui | Islam El-Shehaby     | Armand Kamga Chukwuemeka Onyemaechi   |
| Offene Kategorie | Mohamed Bouaichaoui | Islam El-Shehaby     | Majemite Omagbaluwaje Sadok Khalgui   |

- Frauen[15]

| Wettbewerb       | Gold                | Silber            | Bronze                                              |
| ---------------- | ------------------- | ----------------- | --------------------------------------------------- |
| 48 kg            | Soraya Haddad       | Hajer Barhoumi    | Moses Kazuk Philomène Bata                          |
| 52 kg            | Salima Souakri      | Hortense Diédhiou | Naina Cecilia Ravaoarisoa Chahnez M’barki           |
| 57 kg            | Ewa Catherine Ekuta | Lila Latrous      | Karima Dhaouadi Mariam Bangoura                     |
| 63 kg            | Saida Dhahri        | Henriette Möller  | Kahena Saidi Maryann Ekeada                         |
| 70 kg            | Gisèle Mendy        | Rachida Ouerdane  | Christiane Ndoumbe Loveth Ilekhaize                 |
| 78 kg            | Houda Ben Daya      | Mélanie Engoang   | Akissa Monney Chahla Atailia                        |
| über 78 kg       | Samah Ramadan       | Tatiana Bvegadzi  | Marguerite Goualou Yao Insaf Yahyaoui Ann Obiochina |
| Offene Kategorie | Heba Hefny          | Insaf Yahyaoui    | Esther Sully Chahla Atailia                         |

### Karate
- Männer[19]

| Wettbewerb  | Gold                 | Silber           | Bronze                                  |
| ----------- | -------------------- | ---------------- | --------------------------------------- |
| 60 kg       | Thabiso Maretlwaneng | Sid Ali Benterki | Wilver Ngampika Mohamed Abd Regal       |
| 65 kg       | Hassib Kanun         | John Osamwonyi   | Selman Mesdoui Abdoulaye Ndiaye         |
| Kata        | Karim Sherif         | Youcef Djabellah | Thabiso Maretlwaneng Rudy Razarafarisom |
| Team Kata   | Ägypten              | Botswana         | Nigeria Senegal                         |
| Team Kumite | Senegal              | Tunesien         | Republik Kongo Ägypten                  |

- Frauen[19]

| Wettbewerb  | Gold                | Silber              | Bronze                                |
| ----------- | ------------------- | ------------------- | ------------------------------------- |
| 53 kg       | Heba Salh           | Nadira Zerrouki     | Anna Thiaw Haifa Jenih                |
| 60 kg       | Ibrissen Hannachi   | Karin Prinsloo      | Faiza Menni Gotseone m. Mongologa     |
| über 60 kg  | Maria Sanora Louw   | Karin Prinsloo      | Fadila Abd El Hafid Heba Atala        |
| Kata        | Toky Razafindrakoto | Sofaa Nabil Ägypten | Rym Dragoui Algerien Rafika Dakhlaovi |
| Open        | Karin Prinsloo      | Sofaa Nabil Ägypten | Rym Dragoui Algerien Rafika Dakhlaovi |
| Team Kata   | Ägypten             | Senegal             | Botswana Nigeria                      |
| Team Kumite | Ägypten             | Südafrika           | Algerien Senegal                      |

### Leichtathletik
- Männer – Laufwettbewerbe[20]

| Wettbewerb       | Gold                         | Gold     | Silber                    | Silber   | Bronze              | Bronze   |
| ---------------- | ---------------------------- | -------- | ------------------------- | -------- | ------------------- | -------- |
| 100 m            | Deji Aliu                    | 9.95     | Uchenna Emedolu           | 9.97     | Leonard Myles-Mills | 10.03    |
| 100 m            |                              |          |                           |          |                     |          |
| 200 m            | Uchenna Emedolu              | 20.42    | Frankie Fredericks        | 20.43    | Abdul Aziz Zakari   | 20.51    |
| 200 m            |                              |          |                           |          |                     |          |
| 400 m            | Ezra Sambu                   | 44.98    | Nagmeldin Ali Abubakr     | 45.22    | Sofiène Labidi      | 45.42    |
| 400 m            |                              |          |                           |          |                     |          |
| 800 m            | Samwel Mwera                 | 1:46.13  | Mbulaeni Mulaudzi         | 1:46.44  | Justus Koech        | 1:46.50  |
| 800 m            |                              |          |                           |          |                     |          |
| 1500 m           | Paul Korir                   | 3:37.52  | Robert Rono               | 3:38.13  | Benjamin Kipkurui   | 3:38.94  |
| 1500 m           |                              |          |                           |          |                     |          |
| 5000 m           | Kenenisa Bekele              | 13:26.16 | Hailu Mekonnen            | 13:26.73 | John Kibowen        | 13:29.14 |
| 5000 m           |                              |          |                           |          |                     |          |
| 10.000 m         | Sileshi Sihine               | 27:42.13 | Gebregziabher Gebremariam | 27:43.12 | Dejene Birhanu      | 27:47.19 |
| 10.000 m         |                              |          |                           |          |                     |          |
| Marathon         | Johannes Kekana              | 2:25:01  | Gashaw Melese             | 2:26:08  | Gudisa Shentema     | 2:27:39  |
| Marathon         |                              |          |                           |          |                     |          |
| 110 m Hürden     | Joseph-Berlioz Randriamihaja | 13.77    | Todd Matthews-Jouda       | 13.81    | Frikkie van Zyl     | 13.94    |
| 110 m Hürden     |                              |          |                           |          |                     |          |
| 400 m Hürden     | Osita Okeagu                 | 50.25    | Victor Okorie             | 50.36    | Ibou Faye           | 50.89    |
| 400 m Hürden     |                              |          |                           |          |                     |          |
| 3000 m Hindernis | Ezekiel Kemboi               | 8:12.27  | Paul Kipsiele Koech       | 8:14.77  | Tewodros Shiferaw   | 8:27.33  |
| 3000 m Hindernis |                              |          |                           |          |                     |          |
| 20 km Gehen      | Hatem Ghoula                 | 1:30:32  | Moussa Aouanouk           | 1:30:36  | Arezki Yahiaoui     | 1:35:19  |
| 20 km Gehen      |                              |          |                           |          |                     |          |
| 4 × 100 m        | Ghana                        | 38.63    | Nigeria                   | 38.70    | Senegal             | 39.79    |
| 4 × 100 m        |                              |          |                           |          |                     |          |
| 4 × 400 m        | Botswana                     | 3:02.24  | Nigeria                   | 3:04.49  | Simbabwe            | 3:05.62  |
| 4 × 400 m        |                              |          |                           |          |                     |          |
|                  |                              |          |                           |          |                     |          |

- Männer – Sprung-, Stoß-, Wurfdisziplinen, Mehrkampf[23]

| Wettbewerb       | Gold                  | Gold        | Silber                   | Silber      | Bronze           | Bronze      |
| ---------------- | --------------------- | ----------- | ------------------------ | ----------- | ---------------- | ----------- |
| Hochsprung       | Kabelo Mmono          | 2.25        | Jude Sidonie             | 2.10        | Samson Idiata    | 2.10        |
| Hochsprung       |                       |             |                          |             |                  |             |
| StabhochsprungBa | Béchir Zaghouani      | 5.20        | Fanie Jacobs             | 5.20        | Karim Sène       | 5.00        |
| StabhochsprungBa |                       |             |                          |             |                  |             |
| Weitsprung       | Ignisious Gaisah      | 8.30        | Ndiss Kaba Badji         | 7.92        | Khotso Mokoena   | 7.83        |
| Weitsprung       |                       |             |                          |             |                  |             |
| Dreisprung       | Andrew Owusu          | 16.41       | Khotso Mokoena           | 16.28       | Olivier Sanou    | 16.21       |
| Dreisprung       |                       |             |                          |             |                  |             |
| Kugelstoßen      | Burger Lambrechts     | 18.87       | Chima Ugwu               | 18.66       | Yasser Farag     | 17.96       |
| Kugelstoßen      |                       |             |                          |             |                  |             |
| Diskuswurf       | Omar Ahmed el-Ghazaly | 63.61       | Hannes Hopley            | 62.86       | Johannes van Wyk | 62.43       |
| Diskuswurf       |                       |             |                          |             |                  |             |
| Hammerwurf       | Chris Harmse          | 75.17       | Saber Souid              | 70.81       | Samir Haouam     | 68.95       |
| Hammerwurf       |                       |             |                          |             |                  |             |
| Speerwurf        | Gerhardus Pienaar     | 76.95       | Walid Abderrazak Mohamed | 73.79       | Brian Erasmus    | 72.94       |
| Speerwurf        |                       |             |                          |             |                  |             |
| Zehnkampf        | Mustafa Taha Hussein  | 7400 Punkte | Lee Okoroafor            | 7240 Punkte | Rédouane Youcef  | 7119 Punkte |
| Zehnkampf        |                       |             |                          |             |                  |             |
|                  |                       |             |                          |             |                  |             |

- Frauen – Laufwettbewerbe[24]

| Wettbewerb   | Gold                | Gold     | Silber            | Silber   | Bronze              | Bronze   |
| ------------ | ------------------- | -------- | ----------------- | -------- | ------------------- | -------- |
| 100 m        | Mary Onyali         | 11.26    | Endurance Ojokolo | 11.26    | Vida Anim           | 11.29    |
| 100 m        |                     |          |                   |          |                     |          |
| 200 m        | Mary Onyali         | 23.09    | Vida Anim         | 23.17    | Estie Wittstock     | 23.46    |
| 200 m        |                     |          |                   |          |                     |          |
| 400 m        | Fatou Bintou Fall   | 51.38    | Doris Jacob       | 51.41    | Mireille Nguimgo    | 51.59    |
| 400 m        |                     |          |                   |          |                     |          |
| 800 m        | Grace Ebor          | 2:02.04  | Akosua Serwah     | 202.40   | Lwiza John          | 2:02.85  |
| 800 m        |                     |          |                   |          |                     |          |
| 1500 m       | Kutre Dulecha       | 4:21.63  | Jackline Maranga  | 4:22.69  | Naomi Mugo          | 4:24.33  |
| 1500 m       |                     |          |                   |          |                     |          |
| 5000 m       | Meseret Defar       | 16:42.0  | Dorcus Inzikuru   | 16:42.9  | Isabella Ochichi    | 16:43.4  |
| 5000 m       |                     |          |                   |          |                     |          |
| 10.000 m     | Ejegayehu Dibaba    | 32:34.54 | Werknesh Kidane   | 32:37.35 | Leah Malot          | 32:56.43 |
| 10.000 m     |                     |          |                   |          |                     |          |
| Marathon     | Clarisse Rasoarizay | 2:46:58  | Tadelech Birra    | 2:52:04  | Leila Aman          | 2:55:07  |
| Marathon     |                     |          |                   |          |                     |          |
| 100 m Hürden | Angela Atede        | 13.01    | Damaris Agbugba   | 13.06    | Christy Akinremi    | 13.55    |
| 100 m Hürden |                     |          |                   |          |                     |          |
| 400 m Hürden | Omolade Akinremi    | 56.98    | Kate Obilor       | 57.53    | Carole Kaboud Mebam | 58.28    |
| 400 m Hürden |                     |          |                   |          |                     |          |
| 20 km Gehen  | Estlé Viljoen       | 1:44:29  | Amsale Yakobe     | 1:47:42  | Natalie Fourie      | 1:48:08  |
| 20 km Gehen  |                     |          |                   |          |                     |          |
| 4 × 100 m    | Nigeria             | 43.04    | Südafrika         | 44.44    | Senegal             | 45.42    |
| 4 × 100 m    |                     |          |                   |          |                     |          |
| 4 × 400 m    | Nigeria             | 3:27.76  | Kamerun           | 3:31.52  | --                  | --       |
| 4 × 400 m    |                     |          |                   |          |                     |          |
|              |                     |          |                   |          |                     |          |

- Frauen – Sprung-, Stoß-, Wurfdisziplinen, Mehrkampf[27]

| Wettbewerb     | Gold                | Gold        | Silber                | Silber      | Bronze                | Bronze      |
| -------------- | ------------------- | ----------- | --------------------- | ----------- | --------------------- | ----------- |
| Hochsprung     | Nneka Ukuh          | 1.84        | Marizca Gertenbach    | 1.84        | Anika Smit            | 1.80        |
| Hochsprung     |                     |             |                       |             |                       |             |
| Stabhochsprung | Samantha Dodd       | 3.90        | Annelie van Wyk       | 3.80        | Margaretha du Plessis | 3.50        |
| Stabhochsprung |                     |             |                       |             |                       |             |
| Weitsprung     | Esther Aghatise     | 6.58        | Grace Umelo           | 6.56        | Chinedu Odozor        | 6.52        |
| Weitsprung     |                     |             |                       |             |                       |             |
| Dreisprung     | Kéné Ndoye          | 14.23       | Salamatu Alimi        | 13.47       | Nkechinyere Mbaoma    | 13.18       |
| Dreisprung     |                     |             |                       |             |                       |             |
| Kugelstoßen    | Vivian Chukwuemeka  | 18.12       | Veronica Abrahamse    | 15.77       | Wafaa Ismail Baghdadi | 15.32       |
| Kugelstoßen    |                     |             |                       |             |                       |             |
| Diskuswurf     | Elizna Naudé        | 57.44       | Vivian Chukwuemeka    | 54.83       | Alifatou Djibril      | 54.79       |
| Diskuswurf     |                     |             |                       |             |                       |             |
| Hammerwurf     | Marwa Ahmed Hussein | 64.28       | Susan Adeoye Olufunke | 58.86       | Vivian Chukwuemeka    | 56.54       |
| Hammerwurf     |                     |             |                       |             |                       |             |
| Speerwurf      | Aïda Sellam         | 54.58       | Lindy Leveaux         | 53.23       | Sunette Viljoen       | 51.68       |
| Speerwurf      |                     |             |                       |             |                       |             |
| Siebenkampf    | Margaret Simpson    | 6152 Punkte | Justine Robbeson      | 5697 Punkte | Patience Okoro        | 5436 Punkte |
| Siebenkampf    |                     |             |                       |             |                       |             |
|                |                     |             |                       |             |                       |             |

### Radrennen
- Männer

| Wettbewerb    | Gold            | Silber          | Bronze            |
| ------------- | --------------- | --------------- | ----------------- |
| Straßenrennen | Jeremy Maartens | Erik Hoffmann   | Hedson Mathieu    |
| Zeitfahren    | Malcolm Lange   | Jeremy Maartens | Karim Dali-Youcef |

- Frauen

| Wettbewerb    | Gold         | Silber          | Bronze          |
| ------------- | ------------ | --------------- | --------------- |
| Straßenrennen | Elsa Karsten | Engela Conradie | Altie Pienaar   |
| Zeitfahren    | Ego Uzoho    | Altie Pienaar   | Engela Conradie |

### Ringen
- Männer griechisch-römisch[15]

| Wettbewerb | Gold                         | Silber             | Bronze           |
| ---------- | ---------------------------- | ------------------ | ---------------- |
| 55 kg      | Mohamed Moustafa Abu Elela   | Ayomo Simiaga      | Mohamed Zoghbi   |
| 60 kg      | Ali Mohamed Hassan Abu Taleb | Azim Franklin      | Mehdi Jelassi    |
| 66 kg      | Ashraf Meligy El Garably     | Mohamed Bergaoui   | Sunday Ebikibena |
| 74 kg      | Ahmed Fartas                 | Corne Erasmus      | Ahmed Saïd       |
| 85 kg      | Amor Bach Hamba              | Arnoldus Lottering | Ahmed Shaker     |
| 97 kg      | Karam Mohamed Gaber Ibrahim  | Walid Bougahnmi    | Reda Ben Mohamed |
| 130 kg     | Yasser Abdelrahman           | Simon Datok        | Craig Cramer     |

- Männer Freistil[15]

| Wettbewerb | Gold              | Silber                        | Bronze              |
| ---------- | ----------------- | ----------------------------- | ------------------- |
| 55 kg      | Jacob Isaac       | Shaun Williams                | Abderradhi Mohamed  |
| 60 kg      | Tebe Dorgu        | Ali Mohamed Hassan Abu Taleb  | Jacques Shoeman     |
| 63 kg      | Fred Jessey       | Farid Hannoune                | Walid Hassab-Ennabi |
| 74 kg      | Andrew Adibo Dick | Matar Sene                    | Corne Erasmus       |
| 85 kg      | Sunday Obiah      | Mohamed Ali Bouzaiane         | Arnoldus Lottering  |
| 97 kg      | Salah Amara       | Sinivie Boltic                | Nico Jacobs         |
| 130 kg     | Duane Van Staden  | Hisham Abdelwahab Abdelmoumen | Wilson Seiwari      |

- Frauen Freistil[15]

| Wettbewerb | Gold             | Silber                  | Bronze                |
| ---------- | ---------------- | ----------------------- | --------------------- |
| 46 kg      | Sammy Oziti      | Nour Elhouda Bejaoui    | Rebecca Muambo        |
| 51 kg      | Fadhila Louati   | Eveline Diatta          | Edith Effiong         |
| 55 kg      | Faiza Bejaoui    | Hannah Sanny            | Rasha Mohamed         |
| 59 kg      | Tangi Oyins      | Doaa Ahmed Maher        | Josiane Soloniaina    |
| 63 kg      | Happiness Burutu | Soumaya Ben Sassi       | Abeer Abdelwahab      |
| 67 kg      | Helen Opara      | Yousria Magdy Elberhamy | N’guessane Koissy     |
| 72 kg      | Saida Riabi      | Josephine Moses         | Marie Nicole Diedhiou |

### Schach
- Medaillen

| Wettbewerb        | Gold     | Gold | Silber    | Silber | Bronze   | Bronze |
| ----------------- | -------- | ---- | --------- | ------ | -------- | ------ |
| Herren Mannschaft | Ägypten  | 31,5 | Algerien  | 28,5   | Sambia   | 27     |
| Damen Mannschaft  | Algerien | 15,5 | Südafrika | 12,0   | Botswana | 6,5    |

- Übrige Platzierungen

| Platz | Herren Mannschaft     | Herren Mannschaft | Damen Mannschaft | Damen Mannschaft |
| Platz | Mannschaft            | Matchpunkte       | Mannschaft       | Matchpunkte      |
| ----- | --------------------- | ----------------- | ---------------- | ---------------- |
| 4     | Angola                | 25,5              | Nigeria          | 6,0              |
| 5     | Libyen                | 24,0              | -                | -                |
| 6     | Nigeria               | 24,0              | -                | -                |
| 7     | Südafrika             | 23,0              | -                | -                |
| 8     | Simbabwe              | 13,5              | -                | -                |
| 9     | Äthiopien             | 13,0              | -                | -                |
| 10    | Elfenbeinküste        | 8,0               | -                | -                |
| 11    | São Tomé und Príncipe | 2,0               | -                | -                |

### Schwimmen
Männer
| 50 m Freistil              | Salim Iles                                                             | Stephan Ackerman                                                    | Kurt Muller                                                        |  |  |  |
| 100 m Freistil             | Salim Iles                                                             | Stephan Ackerman                                                    | Haitham Hazem                                                      |  |  |  |
| 200 m Freistil             | Oussama Mellouli                                                       | Stephan Ackerman                                                    | Nicholas Wilson                                                    |  |  |  |
| 400 m Freistil             | Oussama Mellouli                                                       | Anovar Ben Naceur                                                   | Mahrez Mebarek                                                     |  |  |  |
| 800 m Freistil             | Oussama Mellouli                                                       | Omar el-Gamal                                                       | Khaled Hanafi                                                      |  |  |  |
| 1500 m Freistil            | Oussama Mellouli                                                       | Omar el-Gamal                                                       | Khaled Hanafi                                                      |  |  |  |
|                            |                                                                        |                                                                     |                                                                    |  |  |  |
| 50 m Rücken                | Moustafa Ahmed                                                         | Simon Thirsk                                                        | Haitham Hazem                                                      |  |  |  |
| 100 m Rücken               | Moustafa Ahmed                                                         | Simon Thirsk                                                        | Haitham Hazem                                                      |  |  |  |
| 200 m Rücken               | Moustafa Ahmed                                                         | Jeff Norton                                                         | Simon Thirsk                                                       |  |  |  |
|                            |                                                                        |                                                                     |                                                                    |  |  |  |
| 50 m Brust                 | Kurt Muller                                                            | Sofiane Daid                                                        | Malick Fall                                                        |  |  |  |
| 100 m Brust                | Kurt Muller                                                            | Sofiane Daid                                                        | Ayman Khattab                                                      |  |  |  |
| 200 m Brust                | Neil Versfeld                                                          | Ayman Khattab                                                       | Malick Fall                                                        |  |  |  |
|                            |                                                                        |                                                                     |                                                                    |  |  |  |
| 50 m Schmetterling         | Stephan Ackerman                                                       | Haitham Hazem                                                       | Kurt Muller                                                        |  |  |  |
| 100 m Schmetterling        | Haitham Hazem                                                          | Stephan Ackerman                                                    | Ahmed Salah                                                        |  |  |  |
| 200 m Schmetterling        | Ahmed Salah                                                            | Ahmed el-Abbadi                                                     | Anouar Ben Naceur                                                  |  |  |  |
|                            |                                                                        |                                                                     |                                                                    |  |  |  |
| 200 m Lagen                | Oussama Mellouli                                                       | Malick Fall                                                         | Neil Versfeld                                                      |  |  |  |
| 400 m Lagen                | Oussama Mellouli                                                       | Neil Versfeld                                                       | Omar el-Gamal                                                      |  |  |  |
|                            |                                                                        |                                                                     |                                                                    |  |  |  |
| 4 × 100 m Freistil Staffel | Algerien Slimani Aghiles Nabil Kebbab Mahrez Mebarer Salim Iles        | Südafrika Stephan Ackerman Nicholas Wilson Simon Thirsk Kurt Muller | Ägypten Mohamed Mamdouh Haitham Hazem Ayman Khattab Moustafa Ahmed |  |  |  |
| 4 × 200 m Freistil Staffel | Südafrika Jeff Norton Charlton Lawson Nicholas Wilson Stephan Ackerman | Algerien Slimani Aghiles Sofiane Daid Mahrez Mebarer Salim Iles     | Ägypten Haitham Hazem Mohamed Mamdouh Ahmed el-Abadi Ahmed Hussein |  |  |  |
| 4 × 100 m Lagen Staffel    | Ägypten Moustafa Ahmed Ayman Khattab Haitham Hazem Mohamed Mamdouh     | Südafrika Simon Thirsk Kurt Muller Stephan Ackerman Nicholas Wilson | Algerien Mahrez Mebarer Sofiane Daid Slimani Aghiles Nabil Kebbab  |  |  |  |

Frauen
| 50 m Freistil              | Liza-Marie Retief                                                               | Romy Altmann                                                 | Inyengiyikao Obia                                            |  |  |  |
| 100 m Freistil             | Lauren Roets                                                                    | Christine Zwiegers                                           | Salma Zeinhoum                                               |  |  |  |
| 200 m Freistil             | Lauren Roets                                                                    | Kirsten van Heerden                                          | Khadija Ciss                                                 |  |  |  |
| 400 m Freistil             | Kirsten van Heerden                                                             | Heba Selim                                                   | Shrone Austin                                                |  |  |  |
| 800 m Freistil             | Natalie du Toit                                                                 | Shrone Austin                                                | Heba Selim                                                   |  |  |  |
| 1500 m Freistil            | Velia van Rensburg                                                              | Shrone Austin                                                | Heba Selim                                                   |  |  |  |
|                            |                                                                                 |                                                              |                                                              |  |  |  |
| 50 m Rücken                | Kirsty Coventry                                                                 | Canelle van Wyk                                              | Jessica Pengelly                                             |  |  |  |
| 100 m Rücken               | Romy Altmann                                                                    | Channel van Wyck                                             | Sarra Chahed                                                 |  |  |  |
| 200 m Rücken               | Romy Altmann                                                                    | Liza-Maria Retief                                            | Soha Abdallah                                                |  |  |  |
|                            |                                                                                 |                                                              |                                                              |  |  |  |
| 50 m Brust                 | Ingrid Haiden                                                                   | Ziada Jardine                                                | Selma Zeinhoum                                               |  |  |  |
| 100 m Brust                | Ingrid Haiden                                                                   | Selma Zeinhoum                                               | Ziada Jardine                                                |  |  |  |
| 200 m Brust                | Ingrid Haiden                                                                   | Selma Zeinhoum                                               | Ziada Jardine                                                |  |  |  |
|                            |                                                                                 |                                                              |                                                              |  |  |  |
| 50 m Schmetterling         | Liza-Marie Retief                                                               | Lauren Sparg                                                 | May Raafat                                                   |  |  |  |
| 100 m Schmetterling        | Liza-Marie Retief                                                               | Lauren Sparg                                                 | May Raafat                                                   |  |  |  |
| 200 m Schmetterling        | Liza-Marie Retief                                                               | Jo-Anne Bergman                                              | May Raafat                                                   |  |  |  |
|                            |                                                                                 |                                                              |                                                              |  |  |  |
| 200 m Lagen                | Liza-Marie Retief                                                               | Selma Zeinhoum                                               | Bianca Meyer                                                 |  |  |  |
| 400 m Lagen                | Bianca Meyer                                                                    | Shrone Austin                                                | Kirsten van Heerden                                          |  |  |  |
|                            |                                                                                 |                                                              |                                                              |  |  |  |
| 4 × 100 m Freistil Staffel | Südafrika Lauren Roets Christine Zwiegers Liza-Marie Retief Kirsten van Heerden | Tunesien Yasmine Assal Nadia Chahed Sarra Chahed Rym Bajaoui | Ägypten Selma Zeinhoum May Raafat Soha Abdallah Heba Yehia   |  |  |  |
| 4 × 200 m Freistil Staffel | Südafrika Bianca Meyer Lauren Roets Kirsten van Heerden Christine Zwiegers      | Ägypten Soha Abdallah Heba Selim Heba Yehia Selma Zeinhoum   | Tunesien Sarra Chahed Yasmine Assal Nadia Chahed Rym Bajaoui |  |  |  |
| 4 × 100 m Lagen Staffel    | Südafrika Romy Altmann Ingrid Haiden Liza-Marie Retief Lauren Roets             | Ägypten Soha Abdallah Selma Zeinhoum May Raafat Heba Yehia   | Tunesien Sarra Chahed Rym Bajaoui Mariem Meddeb Nadia Chahed |  |  |  |

### Squash
| Wettkampf         | Gold              | Silber          | Bronze                         |
| ----------------- | ----------------- | --------------- | ------------------------------ |
| Herren Einzel     | Karim Darwish     | Mohammed Abbas  | Rodney Durbach Adrian Hansen   |
| Frauen Einzel     | Omneya Abdel Kawy | Engy Kheirallah | Amnah El Trabolsy Eman El Amir |
| Herren Mannschaft | Ägypten           | Südafrika       | Nigeria                        |
| Frauen Mannschaft | Ägypten           | Südafrika       | Sambia Nigeria                 |

### Taekwondo
- Männer[32]

| Wettkampf  | Gold                    | Silber               | Bronze                               |
| ---------- | ----------------------- | -------------------- | ------------------------------------ |
| bis 54 kg  | Birane Gueye            | Yoseph Adamsejeo     | Happy Ottah Dickson Wamwiri Kenia    |
| bis 58 kg  | Tamer Salah Bayoumi     | Ezeldin Salem Tlich  | Abdrahmane Famanta Jose Miranda      |
| bis 62 kg  | Johannes Komane         | Johan Smit           | Ibrahim Niang Arefeayne Woldermichal |
| bis 67 kg  | Bertrand Gbongou Liango | Gibril Jatta         | Tamer Atef Hashem Tatola Letsoela    |
| bis 72 kg  | Tamer Abdelmoneim       | Stanislas Ogoudjobi  | Achille Koukougnom Mohamed Fofana    |
| bis 78 kg  | Fredson Gomes           | Jacob Matins Obiorah | Hichem Hamdouni Loaay Mazen          |
| bis 84 kg  | Mossab El Gaiar         | Pierre Nyok Nyok     | Souheil Hammami James Friday Dirisu  |
| über 84 kg | Donald Ravenscroft      | Mahmoud Charef       | Hastings Ngala Chika Chukwumerije    |

- Frauen[32]

| Wettkampf  | Gold                 | Silber                | Bronze                              |
| ---------- | -------------------- | --------------------- | ----------------------------------- |
| bis 47 kg  | Lineo Mochesane      | Estelle Uroom         | Judy Muihaki Hye-Mi Lee             |
| bis 51 kg  | Ikram Mohajer        | Caroline Maher Yousry | Sitan Traoré Likeleli Alina Thamae  |
| bis 55 kg  | Abeer Essawy         | Bineta Diedhiou       | Marie Hassane Anita Neequaye        |
| bis 59 kg  | Saly Aboubakr Tarek  | Appeal Isimirie       | Adja Fatou Sow Mia Emmet            |
| bis 63 kg  | Mariam Bah           | Anelle Steyn          | Cynthia Dotse Victoria Chika Ezerim |
| bis 67 kg  | Margret Achibi       | Njeri Jane Onyango    | Tsoene Mamokoai                     |
| bis 72 kg  | Noha Safwat Abd Rabo | Amina Mustapha        |                                     |
| über 72 kg | Princess Dudu        | Puleng Lala           | Risper Wanjiru Mwangi               |

### Tischtennis
| Wettkampf     | Gold                                     | Silber                                   | Bronze                         |
| ------------- | ---------------------------------------- | ---------------------------------------- | ------------------------------ |
| Männer Einzel | Segun Moses Toriola                      | El-Sayed Lashin                          | Emad Moselhy                   |
| Frauen Einzel | Funke Oshonaike                          | Cecilia Otu Akpan-Offiong                | Bose Olateju Kaffo             |
| Männer Doppel | Funke Oshonaike / Monday Merotothun      | El-Sayed Lashin / Emad Moselhy           | Peter Akinlabi / Kazeem Nosiru |
| Frauen Doppel | Segun Moses Toriola / Bose Olateju Kaffo | Cecilia Otu Akpan-Offiong / Offiong Edem | Raghd Magdy / Ayatollah Ashraf |
| Mixed         | Monday Merotothun / Funke Oshonaike      | Segun Moses Toriola / Bose Olateju Kaffo | Emad Moselhy / Raghd Magdy     |

### Turnen
- Männer

| Wettbewerb           | Gold             | Gold    | Silber           | Silber  | Bronze           | Bronze  |
| -------------------- | ---------------- | ------- | ---------------- | ------- | ---------------- | ------- |
| Einzel Mehrkampf     | Dewald Laubscher | 53.225  | Sid Ali Ferjani  | 52.850  | Fateh Ait Saada  | 51.900  |
| Einzel Mehrkampf     |                  |         |                  |         |                  |         |
| Sprung               | Raouf Abdelkarim | 9.356   | Wajdi Bouallegue | 9.268   | Julian Witbooi   |         |
| Sprung               |                  |         |                  |         |                  |         |
| Pauschenpferd        | Sid Ali Ferjani  | 9.587   | Wajdi Bouallegue | 9.312   | Jacob Mostert    | 8.937   |
| Pauschenpferd        |                  |         |                  |         |                  |         |
| Ringe                | Athol Myhill     | 9.387   | Walid Eldariny   |         | Raouf Abdelkarim |         |
| Ringe                |                  |         |                  |         |                  |         |
| Reck                 | Sid Ali Ferjani  | 8.837   | Tamer Ragab      | 8.775   | Wajdi Bouallegue | 8.512   |
| Reck                 |                  |         |                  |         |                  |         |
| Barren               | Fateh Ait Saada  | 8.837   | Walid Eldariny   |         | Julian Witbooi   |         |
| Barren               |                  |         |                  |         |                  |         |
| Bodenturnen          | Mohamed Serour   | 9.187   | Wajdi Bouallegue | 9.100   | Julian Witbooi   |         |
| Bodenturnen          |                  |         |                  |         |                  |         |
| Mannschaftsmehrkampf | Algerien         | 156.450 | Südafrika        | 155.775 | Ägypten          | 154.850 |

- Frauen

| Wettbewerb           | Gold               | Gold   | Silber             | Silber | Bronze                          | Bronze |
| -------------------- | ------------------ | ------ | ------------------ | ------ | ------------------------------- | ------ |
| Einzel Mehrkampf     | Kerry Joyce        | 33.800 | Nourhan Ahmed Saad | 33.750 | Zandre Labuschagne              | 32.850 |
| Einzel Mehrkampf     |                    |        |                    |        |                                 |        |
| Sprung               | Zandre Labuschagne | 8.737  | Nourhan Ahmed Saad | 8.625  | Aya Osama                       | 8.475  |
| Sprung               |                    |        |                    |        |                                 |        |
| Bodenturnen          | Nourhan Ahmed Saad | 8.587  | Kerry Joyce        | 8.350  | Cherone Beyl Yousra El-Gueritli | 8.300  |
| Bodenturnen          |                    |        |                    |        |                                 |        |
| Schwebebalken        | Nourhan Ahmed Saad | 8.487  | Zandre Labuschagne | 8.337  | Amira Ayari                     | 7.825  |
| Schwebebalken        |                    |        |                    |        |                                 |        |
| Stufenbarren         | Kerry Joyce        | 8.537  | Radwa Elgohary     | 8.200  | Nourhan Ahmed Saad              | 7.500  |
| Stufenbarren         |                    |        |                    |        |                                 |        |
| Mannschaftsmehrkampf | Südafrika          | 99.950 | Ägypten            | 99.075 | Namibia                         | 91.825 |

### Volleyball
- Medaillen

| Wettbewerb | Gold    | Silber  | Bronze  |
| ---------- | ------- | ------- | ------- |
| Männer     | Ägypten | Nigeria | Kamerun |
| Frauen     | Nigeria | Ägypten | Kenia   |

- Übrige Platzierungen

| Platz | Männer               | Frauen                     |
| ----- | -------------------- | -------------------------- |
| 4     | Algerien             | Kamerun                    |
| 5     | Südafrika Seychellen | Algerien Seychellen        |
| 6     | -                    |                            |
| 7     | Ghana Ruanda         | Südafrika Ghana            |
| 8     | -                    |                            |
| 9     | Senegal Botswana     | Mosambik                   |
| 10    | -                    | Senegal (nicht angetreten) |

Finalspiele (Männer)
| Spiel            | Begegnung              | Ergebnis | Sätze                                 | Punkte    |
| ---------------- | ---------------------- | -------- | ------------------------------------- | --------- |
|                  |                        |          |                                       |           |
| Halbfinale 1     | Ägypten gegen Algerien | 3 : 1    | 25:17 - 25:15 - 23:25 - 25:18         | 98 : 75   |
| Halbfinale 2     | Nigeria gegen Kamerun  | 3 : 0    | 25:22 - 25:21 - 25:19                 | 75 : 62   |
| Spiel um Platz 3 | Kamerun gegen Algerien | 3 : 2    | 19:25 - 22:25 - 25:20 - 25:20 - 15:12 | 106 : 102 |
| Finale           | Ägypten gegen Nigeria  | 3 : 0    | 25:23 - 25:23 - 25:21                 | 75 : 67   |
|                  |                        |          |                                       |           |

Finalspiele (Frauen)
| Spiel            | Begegnung             | Ergebnis | Sätze                                 | Punkte    |
| ---------------- | --------------------- | -------- | ------------------------------------- | --------- |
|                  |                       |          |                                       |           |
| Halbfinale 1     | Nigeria gegen Kenia   | 3 : 1    | 25:22 - 21:25 - 25:17 - 25:20         | 96 : 84   |
| Halbfinale 2     | Ägypten gegen Kamerun | 3 : 2    | 25:20 - 21:25 - 25:18 - 18:25 - 17:15 | 106 : 103 |
| Spiel um Platz 3 | Kenia gegen Kamerun   | 3 : 0    | 25:15 - 25:18 - 31:29                 | 81 : 62   |
| Finale           | Nigeria gegen Ägypten | 3 : 2    | 24:26 - 25:16 - 21:25 - 25:23 - 15:6  | 110 : 96  |
|                  |                       |          |                                       |           |

### Spezielle Sportarten
- Leichtathletik[40]

| Wettbewerb  | Gold           | Gold  | Silber           | Silber | Bronze       | Bronze |
| ----------- | -------------- | ----- | ---------------- | ------ | ------------ | ------ |
| 100 m T46   | Elliot Mujaji  | 11.25 | Godswill Mbakara | 11.32  | David Ross   | 11.55  |
| 100 m T46   |                |       |                  |        |              |        |
| 100 m T54   | Ferhat Belkhir | 15.41 | Maamar Rachif    | 16.11  | Ahmed Aouadi | 16.20  |
| 100 m T54   |                |       |                  |        |              |        |
| 400 m T54   | Ahmed Aoadi    | 54.26 | Patrik Obeg      | 56.28  | Aliu Adebayo | 58.20  |
| 400 m T54   |                |       |                  |        |              |        |
| Kugelstoßen | Mohammed Gamal | 13.00 | Uche Anaeto      | 11.54  | Tavek Hussen | 11.46  |

## Liste der teilnehmende Nationen
Folgende 53 Nationen haben an den VIII. Afrikaspielen in Abuja teilgenommen gemäß Auflistung des Veranstalters teilgenommen.
| Ägypten bis Guinea-Bissau | Kamerun bis Ruanda | Sambia bis Zentralafrikanische Rep. |
| --- | --- | --- |
| Ägypten Algerien Angola Äquatorialguinea Benin Botswana Burkina Faso Burundi Elfenbeinküste Demokratische Republik Kongo Dschibuti Eritrea Äthiopien Gabun Gambia Ghana Guinea Guinea-Bissau | Kamerun Kap Verde Kenia Komoren Lesotho Liberia Libyen Madagaskar Malawi Mali Mauretanien Mauritius Mosambik Namibia Niger Nigeria Republik Kongo Ruanda | Sambia São Tomé und Príncipe Senegal Seychellen Simbabwe Sierra Leone Somalia Südafrika Sudan Swasiland Tansania Togo Tschad Tunesien Uganda Zentralafrikanische Republik |

Gleichzeitig existierte eine Liste von Athleten aus 46 Nationen, die mit dieser Liste nicht übereinstimmte und auch Athletinnen aus oben nicht genannten Nationen aufführte, beispielsweise aus Amerikanisch-Samoa.

## Medaillenspiegel
| Medaillenspiegel |                              |      |        |        |       |
| Rang             | Land                         | Gold | Silber | Bronze | Total |
| 1                | Nigeria                      | 85   | 90     | 65     | 226   |
| 2                | Ägypten                      | 80   | 62     | 72     | 214   |
| 3                | Südafrika                    | 63   | 59     | 49     | 171   |
| 4                | Algerien                     | 32   | 24     | 31     | 87    |
| 5                | Tunesien                     | 30   | 29     | 30     | 89    |
| 6                | Kamerun                      | 8    | 4      | 23     | 35    |
| 7                | Senegal                      | 6    | 9      | 19     | 34    |
| 8                | Äthiopien                    | 5    | 8      | 7      | 20    |
| 9                | Kenia                        | 5    | 5      | 4      | 14    |
| 10               | Ghana                        | 4    | 5      | 16     | 25    |
| 11               | Botswana                     | 4    | 1      | 6      | 11    |
| 12               | Angola                       | 3    | 3      | 7      | 13    |
| 13               | Madagaskar                   | 3    | 0      | 3      | 6     |
| 14               | Libyen                       | 2    | 3      | 5      | 10    |
| 15               | Simbabwe                     | 2    | 3      | 2      | 7     |
| 16               | Lesotho                      | 2    | 1      | 3      | 6     |
| 17               | Elfenbeinküste               | 1    | 1      | 7      | 9     |
| 18               | Tansania                     | 1    | 0      | 1      | 2     |
| 19               | Kap Verde                    | 1    | 0      | 0      | 1     |
| 19               | Südafrika                    | 1    | 0      | 0      | 1     |
| 21               | Seychellen                   | 0    | 10     | 6      | 16    |
| 22               | Namibia                      | 0    | 3      | 4      | 7     |
| 23               | Republik Kongo               | 0    | 1      | 5      | 6     |
| 23               | Mali                         | 0    | 1      | 5      | 6     |
| 23               | Sambia                       | 0    | 1      | 5      | 6     |
| 26               | Uganda                       | 0    | 1      | 4      | 5     |
| 27               | Benin                        | 0    | 1      | 2      | 3     |
| 28               | Demokratische Republik Kongo | 0    | 1      | 1      | 2     |
| 29               | Gabun                        | 0    | 1      | 0      | 1     |
| 29               | Gambia                       | 0    | 1      | 0      | 1     |
| 31               | Burkina Faso                 | 0    | 0      | 3      | 3     |
| 31               | Mauritius                    | 0    | 0      | 3      | 3     |
| 31               | Niger                        | 0    | 0      | 3      | 3     |
| 31               | Togo                         | 0    | 0      | 3      | 3     |
| 35               | Sudan                        | 0    | 0      | 2      | 2     |
| 36               | Ghana                        | 0    | 0      | 1      | 1     |
| 36               | São Tomé und Príncipe        | 0    | 0      | 1      | 1     |
| 36               | Sierra Leone                 | 0    | 0      | 1      | 1     |
| Total            |                              | 338  | 328    | 328    | 399   |